# LG Cyon

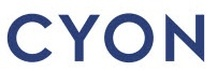
CYON logo

Cyon là thương hiệu điện thoại di động Hàn Quốc của LG Electronics. LG đã thiết lập thương hiệu này vào năm 1977. Giống như tất cả các thương hiệu điện thoại di động khác ở Hàn Quốc, họ có các công nghẹ mới nhất như máy ảnh, thiết bị mạng, và truyền hình thông qua IP.